# (5388) Mottola
(5388) Mottola es un asteroide perteneciente al cinturón de asteroides, descubierto el 5 de marzo de 1981 por Henri Debehogne y el también astrónomo Giovanni de Sanctis desde el Observatorio de La Silla, Chile.

## Designación y nombre
Designado provisionalmente como 1981 ED1. Fue nombrado Mottola en honor a Stefano Mottola, miembro de la Sección de Detección Remota Planetaria en el Centro Aeroespacial Alemán. Investigó las propiedades fotométricas de las superficies de los planetas menores mediante la aplicación de modelos numéricos de computadora a las observaciones modernas de CCD, en particular de los troyanos y otros objetos en el cinturón exterior. También fue un participante activo durante el seguimiento de (951) Gaspra y (243) Ida en relación con los sobrevuelos de Galileo de estos objetos.

## Características orbitales
Mottola está situado a una distancia media del Sol de 2,684 ua, pudiendo alejarse hasta 3,071 ua y acercarse hasta 2,297 ua. Su excentricidad es 0,144 y la inclinación orbital 12,58 grados. Emplea 1606,38 días en completar una órbita alrededor del Sol.

## Características físicas
La magnitud absoluta de Mottola es 13,6. 